# فتوى الديلمي
فتوى الديلمي هي فتوى نسبت إلى وزير العدل اليمني السابق، الذي كان يشغل المنصب خلال حرب 1994 الأهلية في اليمن الدكتور عبد الوهاب الديلمي والتي اُعتبرت ذريعه للمجازر التي حدثت بحق المدنيين الجنوبيين خلال تلك الحرب.

## نص الفتوى
مايلي هو النص المذاع للفتوى بصوت عبد الوهاب الديلمي:
أجمع العلماء أنه عند القتال بل إذا تقاتل المسلمون وغير المسلمين فإنه أذا تترس اعداء اللإسلام بطائفة من المسلمين المستضعفين فإنه يجوز للمسلمين قتل هؤلاء المُتترس بهم مع أنهم مغلوب على أمرهم وهم مستضعفون من النساء والضعفاء والشيوخ والاطفال، ولكن إذا لم نقتلهم فسيتمكن العدو من اقتحام ديارناوقتل أكثر منهم من المسلمين ويستبيح دولة الإسلام وينتهك الاعراض.
إذا ففي قتلهم مفسدة اصغر من المفسدة التي تترتب على تغلب العدو علينا، فإذا كان إجماع المسلمين يجيز قتل هؤلاء المستضعفين الذين لا يقاتلون فكيف بمن يقف ويقاتل ويحمل السلاح.

## موقف الديلمي ومناصروه من الفتوى
في صحيفة 26 سبتمبر الحكومية بتاريخ 15 ديسمبر نفى الدليمي إصدار الفتوى، وإعتبرها ترويج للإشاعات بدون دليل بإنساب فتوى استحلال دماء واموال الجنوبيين اليه.
وإعتبرها مجرد ترويج لأغراض أخرى.
يرى مناصرون للديلمي أن هذه الفتوى إختلقها أشخاص يكنون العداء والكراهية للديلمي، رغم أنه يوجد مقطع صوتي للفتوى بصوت الديلمي، وقد نشرت في جريدة موثوقة.